# Chi Cá răng sấu
Chi Cá răng sấu (danh pháp khoa học: Champsodon) là chi duy nhất trong họ Champsodontidae. Các loài cá này có tên gọi là cá răng sấu (tên tiếng Anh: crocodile toothfish, tên tiếng Trung: 鰐齒魚, Hán-Việt: ngạc xỉ ngư = cá răng [cá] sấu), là bản địa khu vực Ấn Độ Dương-Thái Bình Dương. Chúng sống tới độ sâu 1.120 m.

## Từ nguyên
Từ tiếng Hy Lạp cổ χάμψαι (champsai), vay mượn từ tiếng Ai Cập pemsah để chỉ cá sấu; và tiếng Hy Lạp ὀδούς (odoús) nghĩa là răng, ngà.

## Hệ thống học
Theo truyền thống, họ Champsodontidae được xếp trong phân bộ Trachinoidei của bộ Cá vược (Perciformes), nhưng các kết quả nghiên cứu phát sinh chủng loài gần đây cho thấy tốt nhất nên xếp nó trong bộ có danh pháp là Pempheriformes (= Acropomatiformes).
Theo Near et al. (2013) cũng như Betancur-R. et al. (2017) thì họ Champsodontidae là nhóm có quan hệ chị-em với nhánh tạo thành bởi các họ Creediidae và Hemerocoetidae.

## Đặc điểm
Các loài trogn chi Champsodon là các loài cá nhỏ, kích thước dài từ 8 cm (Champsodon sagittus) đến 14 cm (Champsodon capensis). Vây chậu thuôn dài nằm ở dưới nhưng phía trước vây ngực. Vây ngực nhỏ với cuống xiên. Vây lưng gai ngắn, với 5 gai và 17-20 tia mềm. Vây hậu môn dài, với 1 gai và 17-20 tia mềm.

## Các loài
Hiện tại người ta công nhận 13 loài thuộc chi này:
- Champsodon atridorsalis Ochiai & I. Nakamura, 1964 - Cá răng sấu.[9]
- Champsodon capensis Regan, 1908[10]
- Champsodon fimbriatus C. H. Gilbert, 1905
- Champsodon guentheri Regan, 1908
- Champsodon longipinnis Matsubara & Amaoka, 1964
- Champsodon machaeratus Nemeth, 1994
- Champsodon nudivittis (J. D. Ogilby, 1895)
- Champsodon omanensis Regan, 1908
- Champsodon pantolepis Nemeth, 1994
- Champsodon sagittus Nemeth, 1994
- Champsodon sechellensis Regan, 1908
- Champsodon snyderi V. Franz, 1910
- Champsodon vorax Günther, 1867 - Cá mắt lồi.[9]